# 九錫
九錫（きゅうしゃく）とは、中国漢朝・晋朝・南北朝時代等で皇帝より臣下に下賜された、9種類の最高の恩賞。錫は賜に通じる。前漢で王莽に下賜された「九命の錫」が原型とされている。

## 九錫の内容
『韓詩外伝』巻8によると、これらのものは通常は天子にのみ使用が許されたものであり、これらの使用を有徳の諸侯に許可することで恩賞とした。この恩典は天子である皇帝に準ずるものであり、禅譲の前段階であると考えられていた。
- 一錫の車馬
  - 大輅（金車のこと）、戎輅（兵車のこと）、黄馬八匹。
- 再錫の衣服
  - 王者の服。朱の履たること。袞冕赤舃（）。
- 三錫の虎賁　
  - 虎賁とは天子に直属する護衛兵のことで、権臣に付されたもの。九錫制度が確立してからは300人に固定化されたが、公孫淵が孫権より受けたのが100人だったなどの変化もある[1]。
- 四錫の楽器
  - 軒懸の楽、堂下の楽。昇降必ず楽を奏す。
- 五錫の納陛
  - 陛とは台階のこと、朝陛を登る自由のこと。
- 六錫の朱戸
  - 朱戸とは朱漆で塗った大門のこと。
- 七錫の弓矢
  - 彤弓一、彤矢百、玈弓十、玈矢千。朱弓・黒弓（）なり。
- 八錫の鈇鉞
  - 鈇鉞各々一、鈇はすなわち金斧・銀斧のこと。軍権を象徴している。
- 九錫の秬鬯
  - 秬鬯（）とは黒黍で醸造した香酒のこと。祭祀を行うための酒。

『後漢書』献帝紀章懐太子注には九錫「一曰車馬、二曰衣服、三曰楽器、四曰朱戸、五曰納陛、六曰虎賁、七曰鈇鉞、八曰弓矢、九曰秬鬯」と異なる順序での記載もある。梁冀や董卓など九錫の一部を恩典として受ける例もあった。

## 九錫対象者
1. 王莽[1]：前漢の平帝より下賜、後に新を建国。
2. 曹操[1]：213年、後漢の献帝より下賜、子の曹丕が後に曹魏を建国。
3. 孫権[1]：221年、名目上曹魏に投降し、曹丕より下賜。数年後に呉の皇帝を称す。
4. 司馬昭[1]：263年、曹魏の元帝より下賜、子の司馬炎が後に西晋を建国。
5. 司馬倫：西晋の恵帝より下賜。帝位にのぼるが間もなく殺害される。
6. 司馬冏：西晋の恵帝より下賜。司馬倫を除いた功によるが、間もなく殺害される。
7. 司馬越：西晋の懐帝より下賜。
8. 陳敏：永嘉の乱の際に自称。間もなく殺害される。
9. 石勒：前趙の劉曜より下賜。後に劉曜と対立し後趙を建国。
10. 張茂：前趙の劉曜より下賜。事実上の独立国である前涼の国主で、前趙に帰順した功によるが、実際は東晋と前趙への両属状態をとっていた。
  - 子の張駿は、後趙の石勒より五錫（もしくは九錫）を下賜された。
11. 石虎：後趙の石弘により下賜。後に石弘を殺害して帝位にのぼる。
12. 譙縦：後秦の姚興より下賜され、後蜀の王となる。東晋によって滅ぼされる。
13. 桓玄：東晋の安帝より下賜、後に皇帝を称し桓楚を建国したが間もなく劉裕に滅ぼされる。
14. 劉裕[1]：416年、東晋の恭帝より下賜。後に南朝宋を建国。
15. 蕭道成[1]：479年、南朝宋の順帝より下賜。後に南朝斉を建国。
16. 蕭衍[1]：502年、南朝斉の和帝より下賜。後に南朝梁を建国。
17. 侯景：南朝梁の蕭棟より下賜。後に漢を建国したが、間もなく王僧弁・陳霸先らに滅ぼされる。
18. 陳霸先[1]：557年、南朝梁の敬帝より下賜。後に陳を建国。
19. 爾朱栄：北魏の節閔帝より没後追贈。
20. 元澄：北魏の孝明帝より没後追贈。
21. 高洋：東魏の孝静帝より下賜。後に北斉を建国。
22. 楊堅[1]：581年、北周の静帝より下賜。後に隋を建国。
23. 李淵[1]：618年、隋の恭帝侑より下賜。後に唐を建国。
24. 王世充：隋の恭帝侗より下賜、鄭を建国するが、間もなく唐によって滅ぼされる。

## 九錫を受けなかった例
後漢の権臣であった梁冀は九錫賜与を希望し、九錫賜与の建議を配下に行わせたが、司空黄瓊の反対によって受けることができなかった。
一方で九錫下賜を辞退した例も見られる。249年には司馬懿が曹芳より九錫を受けるよう命があったが辞退している。蜀において李厳は諸葛亮に対し九錫を受けてはどうかと勧めたことがあったが、諸葛亮が曹魏を滅亡させた後になら、九錫どころか十錫でも受けると回答している。また公孫淵は223年に孫権によって九錫を授けられたが、その使者を殺害し、曹魏に差し出している。